# Kori de Ouallam
Der Kori de Ouallam ist ein Trockental im Westen Nigers.

## Name
Das aus der Sprache Hausa stammende Wort kori bedeutet „Trockental“. Ouallam ist die Hauptstadt des gleichnamigen Departements Ouallam in der Region Tillabéri. Die französische Bezeichnung Kori de Ouallam heißt folglich „Trockental von Ouallam“.

## Geographie
Der Kori de Ouallam ist ein fossiles Tal, das nur noch in einzelnen Seen und Teichen regelmäßig Wasser führt. Sein Einzugsgebiet erstreckt sich über eine Fläche von 10.740 km². Das Trockental und seine Zubringer bestehen großteils aus äolischen Sedimenten und quartärem Schwemmland, während sich die umliegenden Hochebenen überwiegend aus Sandsteinablagerungen zusammensetzen. Es herrscht semiarides Klima vor, wobei die durchschnittliche jährliche Niederschlagshöhe beim Talursprung im Norden 268 mm und bei der Talmündung im Süden 446 mm beträgt.
Das Trockental hat seinen Ursprung in der Gemeinde Banibangou nahe der Staatsgrenze zu Mali. Dort passiert es das Dorf Tilloa. Es setzt sich Richtung Süden in der Gemeinde Tondikiwindi fort. Bedeutende Siedlungen sind hier die Dörfer Mangaïzé und Tougfouni sowie der Gemeindehauptort Tondikiwindi. Anschließend quert die zwischen der Hauptstadt Niamey und der Staatsgrenze zu Mali verlaufende Nationalstraße 24 zweimal das Tal. Nach dem Dorf Garbey Fondo erreicht der Kori de Ouallam die namensgebende Gemeinde Ouallam. Die Nationalstraße 33 zwischen den Städten Tillabéri und Filingué kreuzt nun seinen Verlauf. Westlich des urbanen Zentrums von Ouallam liegt der 16 Kilometer lange See Mare de Tinga im Tal. Am Seeufer befinden sich die Dörfer Sargane und Tolkobey Koira Tégui. Anschließend quert erneut die Nationalstraße 24 das Trockental.
In der Gemeinde Simiri mündet linksseitig das Nebental Arikiley ein. Bis zu dieser Einmündung wird der Oberlauf des Kori de Ouallam auch als Faloufa bezeichnet. Ein größerer Uferort in der Gemeinde Simiri ist Samari. Danach folgt das Dorf Tondigamèye in der Gemeinde Hamdallaye. Der Kori de Ouallam verlässt nun vorübergehend die Region Tillabéri und führt durch das ländliche Gemeindegebiet der Hauptstadt Niamey. Dort liegen die Siedlungen Gorou Béri, Tondo Bon, Fondo Ga, Gayi Kouara, Kongou Zarmagandey, Kongou Gorou und Alpha Toukouara in seinem Verlauf. Ein großer Teil des Trockentals in Niamey wird von dem über elf Kilometer langen Kongou-See eingenommen. In der Gemeinde Liboré folgt zunächst der Teich Mare de Yaboni beim Weiler Yaboni. Dann quert die Nationalstraße 25 zwischen den Städten Niamey und Agadez den Kori de Ouallam. Bei den Weilern Bilfouda und Galbal liegt der See Bangou Kirey im Tal. Es passiert den Weiler Gonzaré Béri und verläuft zwischen dem Dorf Sorey Béné und dem Weiler Sorey Ganda, wo die zwischen Mali und Tschad verlaufende Nationalstraße 1 kreuzt. Nach dem Dorf Oulmantama erreicht der Kori de Ouallam als letzte Gemeinde N’Dounga.
Die Nationalstraße 31 zwischen Niamey und Kirtachi quert das Trockental, bevor es schließlich zwischen den Dörfern Fandobon und Galakaïna Sorkoydo in den Fluss Niger mündet. In diesem äußersten Abschnitt kann saisonal eine strömende Wasserführung im Kori de Ouallam beobachtet werden.

## Geschichte
Für die Zeit vom 1. bis zum 8. Jahrhundert wurden abrupte Wechsel zwischen mehr oder weniger wasserreichen Perioden festgestellt. Das Einzugsgebiet des Kori de Ouallam war vom 4. bis zum 14. Jahrhundert stark besiedelt. Aus dieser Zeit wurden mehr als 4000 Rennöfen zur Gewinnung von Eisen aus Eisenerz gefunden.
Für die zweite Hälfte des 20. Jahrhunderts lässt sich erneut ein hohes Bevölkerungswachstum mit einer Verstärkung von landwirtschaftlichen Aktivitäten feststellen. Verbunden mit klimatischen Veränderungen ab der Dürreperiode der 1970er Jahre bewirkte dies eine Verschlechterung des Ökosystems durch eine gesteigerte Wassererosion. Abgelagerte fluviale Sedimente verhinderten den Wasserabfluss, wodurch sich in den Niederungen neue stehende Gewässer bildeten.

## Umwelt und Wirtschaft
Auf den nährstoffarmen Sandböden im Kori de Ouallam wachsen die Sträucher Guiera senegalensis, Kinkéliba (Combretum micranthum) und Combretum glutinosum sowie die Gräser Eragrostis tremula und Cenchrus biflorus. Die Entwaldung des Gebiets liegt an der Umwandlung in landwirtschaftliche Flächen und am Sammeln von Brennholz für den Verkauf.
Die landwirtschaftliche Subsistenzwirtschaft besteht traditionellerweise aus dem Anbau von Perlhirse und Augenbohnen. Im Bereich der Hauptstadt Niamey kommen zahlreiche über die Hauptverbindungsstraßen einfach zu erreichende Obst- und Gemüsegärten hinzu. Die Bewässerung erfolgt hier durch Brunnen. Auf den nicht überschwemmbaren Flächen wachsen Mangobäume.